# Малов, Виктор Евгеньевич
Виктор Евгеньевич Малов (9 мая 1965 — 1 ноября 1993) — советский и российский борец классического (греко-римского) стиля. Мастер спорта СССР международного класса. Чемпион и призёр чемпионата СССР. Призёр чемпионата СНГ. Двукратный победитель кубка мира (1987, 1991). В Москве проводится регулярный мемориальный турнир по греко-римской борьбе памяти победителей кубка мира Алексея Савинкина и Виктора Малова

## Спортивные результаты
- Чемпионат СССР по классической борьбе 1987 года — ;
- Чемпионат СССР по классической борьбе 1989 года — ;
- Классическая борьба на летней Спартакиаде народов СССР 1991 года — ;
- Чемпионат СНГ по греко-римской борьбе 1992 года — ;